# سوفیا (ترانه کلرو)
«سوفیا» (به انگلیسی: Sofia) ترانه‌ای از خوانندهٔ آمریکایی کلرو می‌باشد که در ۲۶ ژوئیهٔ سال ۲۰۱۹ از سوی فیدر لیبل به‌عنوان سومین تک‌آهنگ از نخستین آلبوم استودیویی وی تحت عنوان ایمنی منتشر گردید. این اثر توسط کلرو و رستم باتمانقلیچ نوشته شده؛ همچنین این دو نفر تهیه‌کنندگی آن را بر عهده داشتند. دنیل هایم نیز نوازندگی درامز آن را انجام داده است. این قطعه پس از گذشت بیش از یک سال از انتشار اولیه‌اش، به لطف وایرال شدن در پلتفرم تیک‌تاک، اسلیپر هیت شد و در جدول بیلبورد هات ۱۰۰ قرار گرفت.

## پس‌زمینه و ترکیب‌بندی
«سوفیا» از نظر موسیقایی آمیزه‌ای از یورودیسکو، دنس-راک و سافت راک می‌باشد  که دارای ضرب‌آهنگی الکتروپاپ و تپنده است.